# 杰克·奥宾
杰克·奥宾（英語：Jack Aubin，1907年6月29日—1999年3月6日），加拿大男子游泳运动员，主攻蛙泳。他曾代表加拿大参加1930年大英帝国运动会游泳比赛，获得男子220码蛙泳金牌。